# Maguwoharjo-stadion
Het Maguwoharjo-stadion is een multifunctioneel (voetbal)stadion in Sleman, Midden-Java, Indonesië. Het stadion wordt vooral gebruikt voor voetbalwedstrijden.
Het stadion heeft een capaciteit van 30.000 en wordt momenteel uitgebreid tot een capaciteit van 50.000.